# کولکووو
کولکووو (به لهستانی:  Kolkowo) یک منطقهٔ مسکونی در لهستان است که در گمینا گنگوینو واقع شده‌است. کولکووو  ۰ نفر جمعیت دارد.